# Piptadenia anolidurus
Piptadenia anolidurus är en ärtväxtart som beskrevs av Rupert Charles Barneby. Piptadenia anolidurus ingår i släktet Piptadenia och familjen ärtväxter. Inga underarter finns listade i Catalogue of Life.